# Demo(n)s
Demo(n)s je první kompilace české deathmetalové kapely Hypnos.

## Seznam skladeb
1. Supernatural Race Disharmony – 5:36
2. Krieg – The Alpha Paradox - 4:52
3. Journey Into Doom – 5:05
4. Regicide – 3:05
5. Breeding The Scum – 4:18
6. Crystal Purity Of Treachery (edit) – 4:18
7. In Blood We Trust – 2:33
8. Infernational – 2:35
9. Breeding The Scum – 4:00
10. The Cave – 4:47
11. In Blood We Trust – 2:30

## Sestava
- Brüno – zpěv na 1-6, 8-11, baskytara
- Pegas – bicí
- Butch Mills – kytara na 1-5
- David M. – kytara na 6
- R.A.D. – kytara na 8-11
- Alex – kytara na 3-5 (host)
- Mika Luttinen – zpěv na 7 (host)
- Hire – kytara 7 (host)